# Henri Hérouin
Henri Hérouin, född 19 februari 1876, var en fransk bågskytt. Han deltog vid olympiska sommarspelen 1900.